# Spire of Dublin
The Spire of Dublin (irl.: An Túr Solais; tłum.: „Iglica Dublina”; oficjalnie: Monument of Light) – potężny, 120-metrowy monument ustawiony dla uczczenia nowego tysiąclecia. Monument był stawiany w okresie od grudnia 2002 do stycznia 2003 i stoi w miejscu gdzie wcześniej stała kolumna Nelsona na O’Connell Street w Dublinie, stolicy Irlandii.

## Szczegóły
Monument został zaprojektowany przez pracownię Ian Ritchie Architects, w kształcie wydłużonego stożka o średnicy 3 metry u podstawy zwężającej się do średnicy zaledwie 15 centymetrów u szczytu. Konstrukcja jest uznana za najwyższą na świecie rzeźbę, aczkolwiek może mieć to tylko odniesienie do reliefów wykonanych na powierzchni stożka. Prace związane z wybudowaniem monumentu zostały mocno opóźnione ze względu na trudności z uzyskaniem pozwolenia na budowę oraz spełnienia norm środowiskowych. Konstrukcja jest wykonana z ośmiu tub zbudowanych ze stali nierdzewnej oraz, zawartego wewnątrz nich, strojonego tłumika masowego, aby przeciwdziałać kołysaniu się budowli. Oprócz tego stal przeszła proces specjalistycznej obróbki zwanej kulowaniem, co zapewniło bardzo wysoki połysk oraz możliwość subtelnego załamywania się promieni świetlnych na powierzchni monumentu. W związku z tym, metal zmienia swoje kolory dzięki refleksom świetlnym, podczas dnia ma zwykły metaliczny kolor, jednakże podczas zmroku zależnie od koloru nieba staje się różowy lub czerwony, co powoduje złudzenie zlewania się szczytu iglicy z obserwowanym niebem.

## Powody wybudowania monumentu

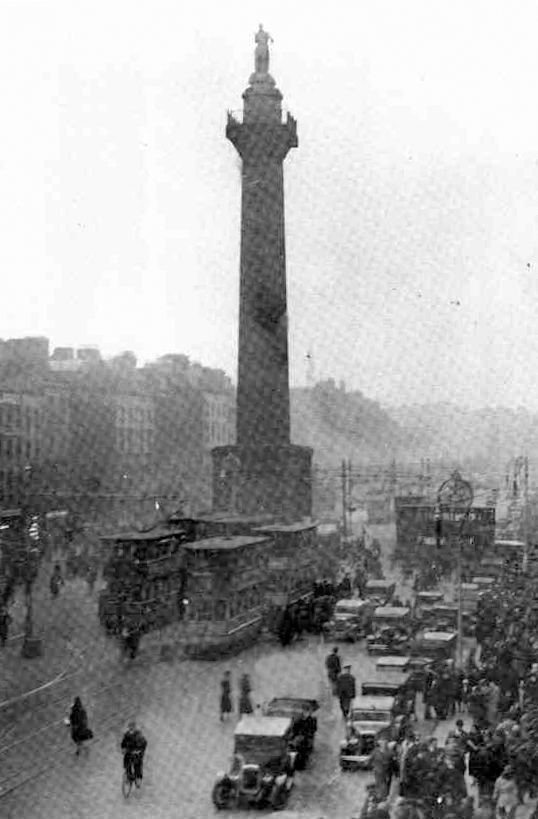
Kolumna Nelsona – pomnik admirała Nelsona stojący w tym samym miejscu do 1966 roku

O’Connell Street to centralna ulica Dublina. Do 1966 roku na miejscu obecnego monumentu stała kolumna Nelsona, która została wysadzona w powietrze przez byłego bojownika IRA. Przez wszystkie następne lata dokonywano różnych wizji związanych z zagospodarowaniem tego miejsca. Dostrzeżono także, że otoczenie zewnętrzne ulicy podupada, ze względu na tandetny wygląd zewnętrzny okolicznych restauracji szybkiej obsługi czy sklepów z tanią odzieżą. W związku z tymi faktami, w roku 1990 przystąpiono do całkowitej renowacji ulicy i zmieniono prawie całkowicie jej wygląd. Dokonano tego przez znaczną redukcję przerośniętych drzew, dokładne wyczyszczenie istniejących pomników, a także przeniesienia niektórych z nich. Właściciele sklepów oraz punktów usługowych zostali zobowiązani do ulepszenia oprawy wizualnej swoich punktów. W ramach całkowitej przebudowy, znalazł się także projekt wybudowania monumentu mającego w założeniu być uczczeniem trzeciego tysiąclecia naszej cywilizacji, który zastąpiłby zniszczoną kolumnę Nelsona. W wyniku międzynarodowego konkursu architektonicznego, komisja pod przewodnictwem ówczesnego Lorda Mayora Dublina albo Aldermana Joe Doyle’a postanowiła wybrać projekt przygotowany przez pracownię Iana Ritchie.

## Nagrody
Monument otrzymał następujące nagrody:
- 2004 RIBA National Award & Stirling Prize shortlist
- 2003 British Construction Industry International Award finalist
- 2005 Mies Van der Rohe Prize list

## Galeria

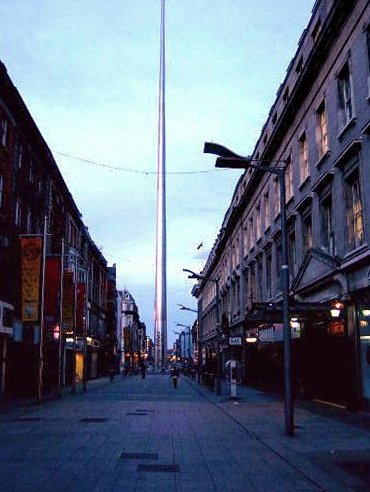
Widok w czasie zmierzchu z Henry Street.
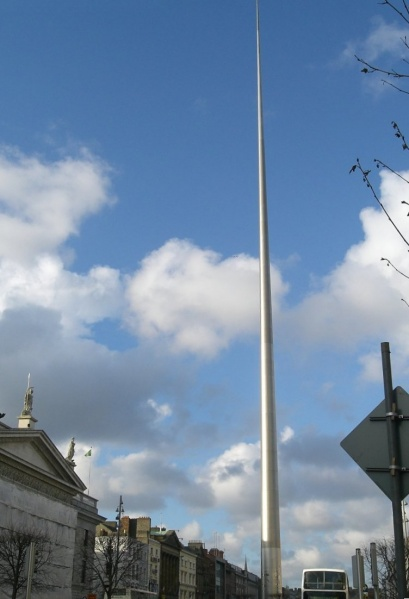
Widok z O’Connell St.
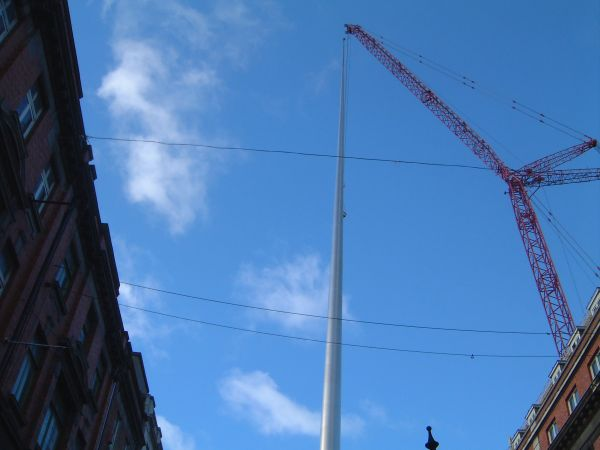
Podczas ustawiania konstrukcji.
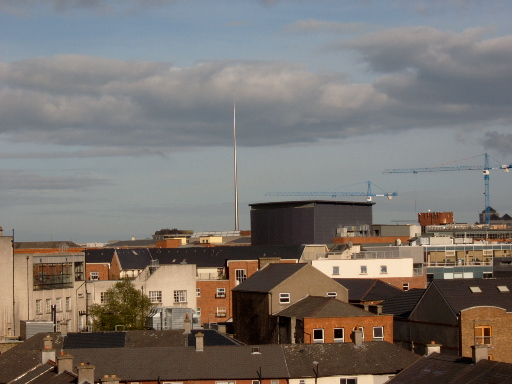
Widok z apartamentu w centrum Dublina.
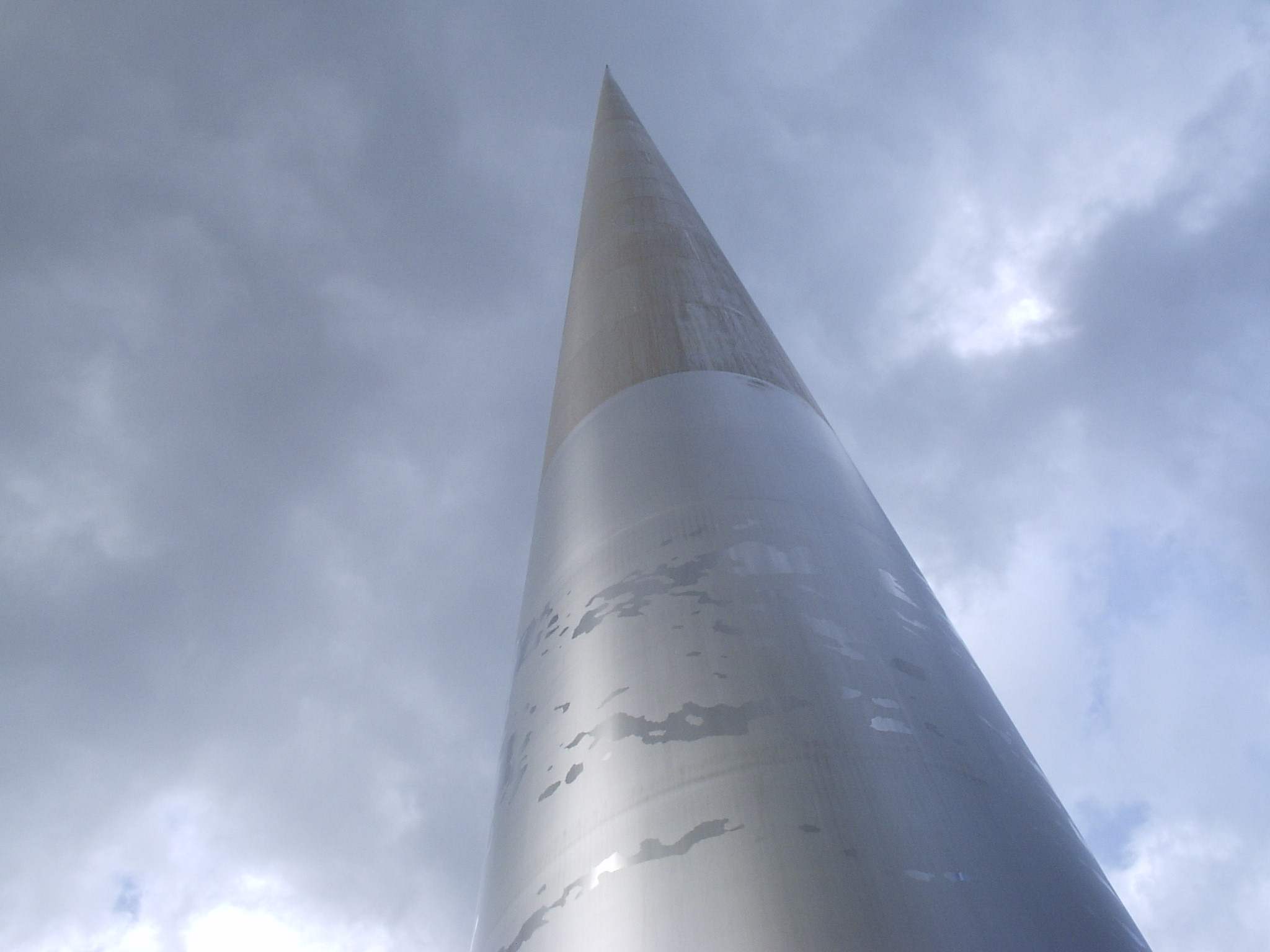
Widok pokazujący powierzchnię monumentu.
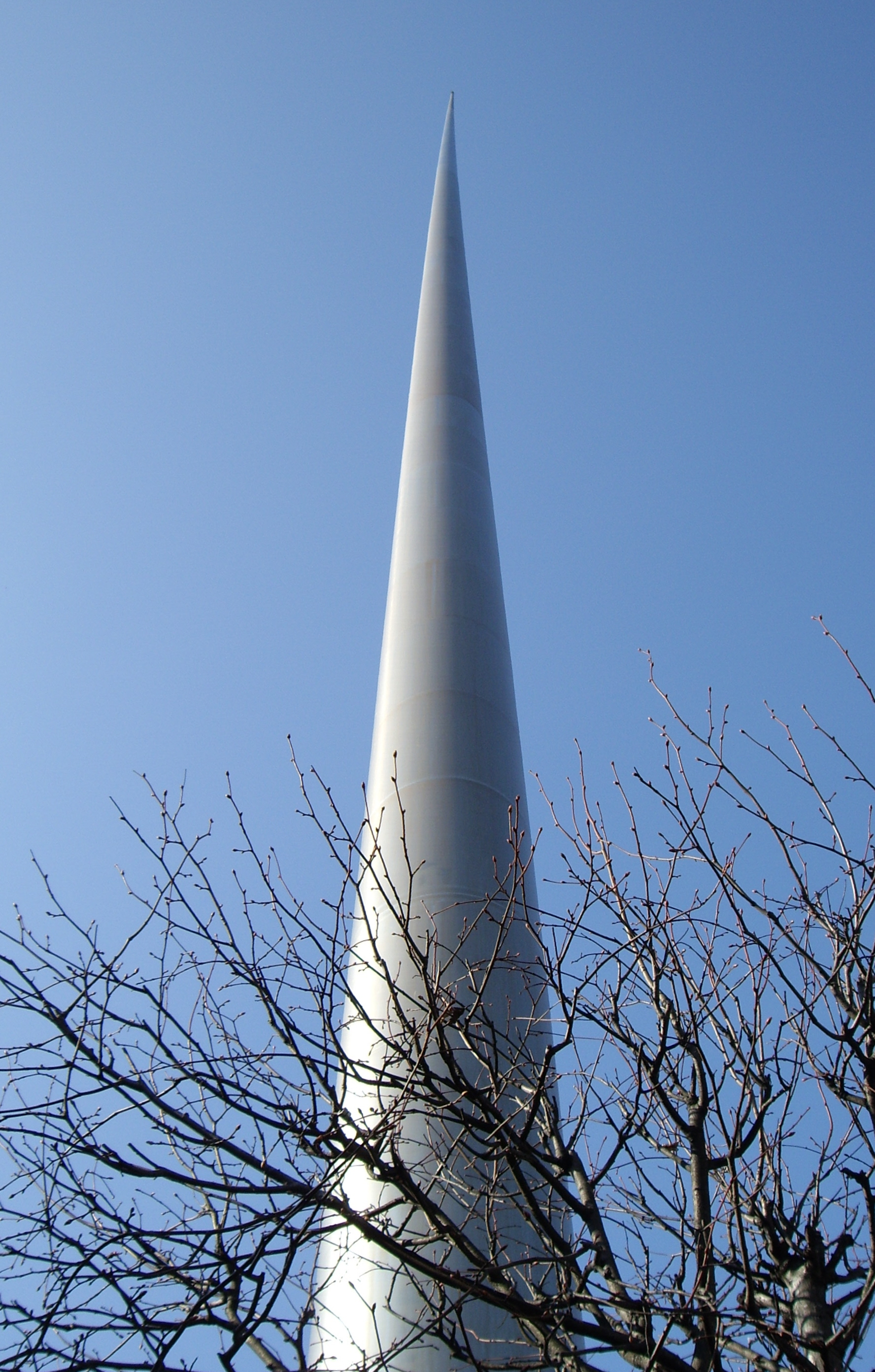
Szczyt kolumny nieznacznie odchylił się na wschód.